# Klaus Ebner

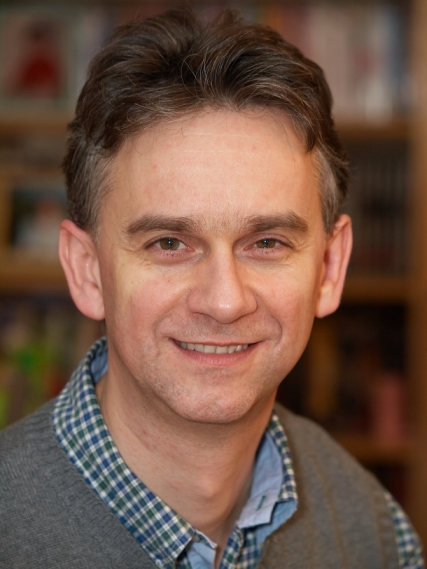
Klaus Ebner (2008)

Klaus Ebner (ur. 8 sierpnia 1964, Wiedeń w Austrii) – austriacki pisarz i kataloński poeta. Pierwszy zbiór opowiadań został opublikowany w 2007. Jest członkiem austriackiego związku pisarzy. Klaus Ebner żyje i pracuje w Wiedniu.

## Wyróżnienia i nagrody
- 2008 Arbeitsstipendium rządu Austrii
- 2007 Wiener Werkstattpreis, (Wiedeń)
- 2007 Reisestipendium rządu Austrii
- 2007 Menzione międzynarodowa nagroda liryki Nosside, (Reggio di Calabria)
- 2005 Feldkircher Lyrikpreis (4.)
- 2004 La Catalana de Lletres 2004, antologia (Barcelona)
- 1988 Erster Österreichischer Jugendpreis za powieść Nils
- 1984 Nagrada Oryginalnych Słuchowisk czasopisma literatura TEXTE (3.)

## Twórczość
- Vermells; liryka — SetzeVents Editorial, Urús 2009, ISBN 978-8492555109
- Hominide; opowiadanie — FZA Verlag, Wiedeń 2008, ISBN 978-3950229974
- Auf der Kippe, krótka prozą — Arovell Verlag, Gosau 2008, ISBN 978-3902547675
- Lose, krótkie opowiadanie — Edition Nove, Neckenmarkt 2007, ISBN 978-3852511979

## Antologie
- Träume; proza, w: Junge Literatur aus Österreich 85/86, Österreichischer Bundesverlag, Wiedeń 1986, ISBN 3-215-06096-5
- Island; wiersz, w: Vom Wort zum Buch, Edition Doppelpunkt, Wiedeń 1997, ISBN 3-85273-056-2
- El perquè de tot plegat; kataloński wiersz, w: La Catalana de Lletres 2004, Cossetània Edicions, Barcelona 2005, ISBN 84-9791-098-2
- Das Begräbnis; krótkie opowiadanie, w: Kaleidoskop, Edition Atelier, Wiedeń 2005, ISBN 3-902498-01-3
- Die Stadt und das Meer; esej, w: Reisenotizen, FAZ Verlag, Wiedeń 2007, ISBN 978-3950229943